# Diselma archeri
Diselma archeri är en cypressväxtart som beskrevs av Joseph Dalton Hooker. Diselma archeri är ensam i släktet Diselma som ingår i familjen cypressväxter. Inga underarter finns listade i Catalogue of Life.
Arten förekommer i bergstrakter och på högplatå i västra Tasmanien. Utbredningsområdet ligger 550 till 1400 meter över havet. Diselma archeri är utformad som buske eller som litet träd. Habitatet utgörs av myr eller fuktiga hedområden och av andra fuktiga ställen intill vattendrag eller insjöar. Vädret i regionen kännetecknas av mycket nederbörd i form av regn eller snö. Vid bergstrakternas toppar kan snön ligga över flera månader.
Andra typiska växter i samma landskap är Astelia alpina, Pherosphaera hookeriana, Microcachrys tetragona, Podocarpus lawrencei, arter av släktena Richea, Orites, Lomatia, Helichrysum och Leptospermum samt större buskar som Athrotaxis cupressoides, Phyllocladus aspleniifolius, Nothofagus gunnii och Eucalyptus coccifera.
Diselma archeri planteras ibland i botaniska trädgårdar och andra trädgårdar. Under historien blev delar av beståndet tillfällig förstörda av bränder. Andra hot är inte kända. IUCN kategoriserar arten globalt som livskraftig.

## Bildgalleri

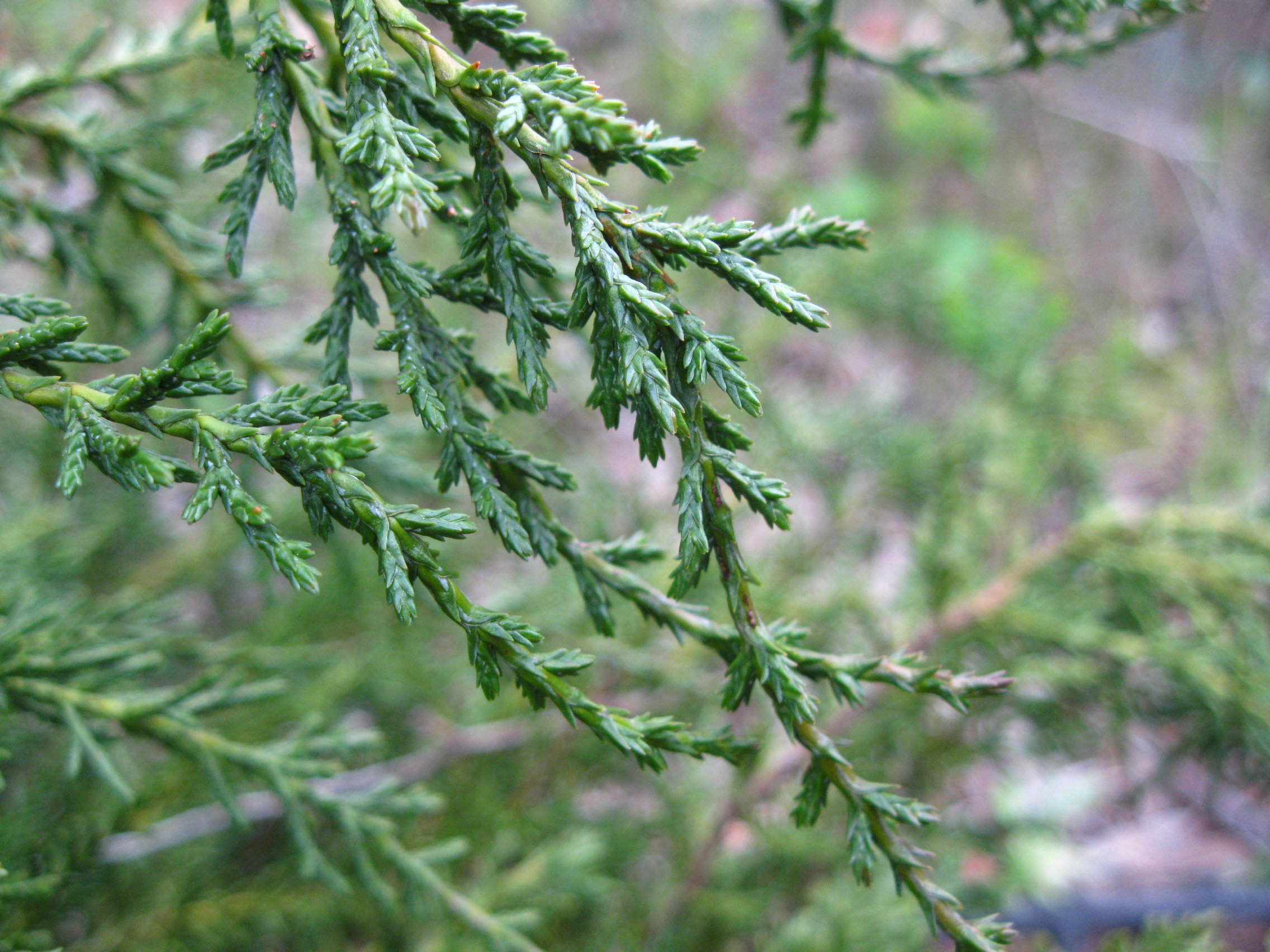